# Juchym Zvjahilskyj
Juchym Leonidovytj Zvjahilskyj (ukrainska: Юхим Леонідович Звягільський), född 20 februari 1933 in Donetsk, Ukrainska SSR, död 6 november 2021 i Kiev, var en ukrainsk politiker; borgmästare i Donetsk 1992–1993, 1:a vice premiärminister 1993–1994 och tillförordnad premiärminister 1993–1994. Han var den enda i Ukrainas parlament som var vald i alla åtta parlamentsval sedan Ukrainas självständighet och satt sedan 2014 som medlem av Oppositionsblocket men var tidigare i Regionernas parti.
Zvjahilskyj var den första premiärministern i Ukraina med judiskt påbrå.